# Coxiella
Coxiella é um gênero de gammaproteobacteria, cocobacilar, pleomórfica, Gram-negativa. Seu principal representante é a Coxiella burnetii, causadora da febre Q em humanos e animais domésticos, um patógeno intracelular obrigatório bifásico, que completa o seu ciclo de desenvolvimento dentro dos fagossomas de células fagocitárias (como macrófagos). Geralmente infecta quem trabalha com animais domésticos, especialmente ovinos, caprinos e bovinos. Possui potencial como arma bioterrorista.

## Morfologia
O Coxiella gênero é morfologicamente semelhante aos Rickettsias, mas com uma grande variedade de diferenças genéticas e fisiológicas que o tornam mais resistente a fatores ambientais como temperatura elevada, pressão osmótica, luz ultravioleta e também a detergentes e alguns bactericidas orgânicos. Essas características são atribuídas a uma forma variante de pequenas células do organismo que é parte de um ciclo de desenvolvimento bifásica, incluindo uma forma mais metabolicamente activo e replicativamente variante de células grandes.

## Patologia
A transmissão para humanos ocorre, principalmente, a partir de contato próximo com ovinos, caprinos e bovinos infectados, mas também pode ocorrer a partir de gatos, cachorros, ratos e aves, inclusive animais selvagens. A febre Q é transmitido principalmente através da inalação de aerossóis(poeira) produzida por animais infectados. Carrapatos podem transmitir a doença entre animais. Também pode ser transmitido pela lã, couro e leite não-pasteurizado. 

## Resistências
Foram relatados cepas resistentes à doxiciclina, tetraciclina, fluoroquinolonas e rifampicina.